# Свобода (Верушовський повіт)
Свобода (пол. Swoboda) — село в Польщі, у гміні Лютутув Верушовського повіту Лодзинського воєводства.
Населення — 205 осіб (2011).
У 1975—1998 роках село належало до Серадзького воєводства.

## Демографія
Демографічна структура станом на 31 березня 2011 року:
|          | Загалом | Допрацездатний вік | Працездатний вік | Постпрацездатний вік |
| -------- | ------- | ------------------ | ---------------- | -------------------- |
| Чоловіки | 109     | 24                 | 75               | 10                   |
| Жінки    | 96      | 19                 | 52               | 25                   |
| Разом    | 205     | 43                 | 127              | 35                   |